# Coppa dei Campioni 1998-1999 (pallavolo maschile)
La Coppa dei Campioni 1998-1999 si è svolta dal 9 ottobre 1998 al 14 marzo 1999: al torneo hanno partecipato 32 squadre di club europee e la vittoria finale è andata per la seconda volta al Treviso.

## Regolamento

### Formula
Le squadre hanno disputato una fase preliminare con incontri di andata e ritorno, seguita da una fase a gironi con formula del girone all'italiana con gare di andata e ritorno; al termine della prima fase le prime due classificate di ogni girone hanno disputato semifinali e finali con la formula della gara unica.

### Criteri di classifica
Sono stati assegnati 2 punti alla squadra vincente e 1 a quella sconfitta.
L'ordine del posizionamento in classifica è stato definito in base a:
- Punti;
- Ratio dei set vinti/persi;
- Ratio dei punti realizzati/subiti.

## Squadre partecipanti
| - Erzeni - Görz 33 - Maaseik - Sinpos - HAOK Mladost - Holte IF - Kuopion PS - Paris | - Friedrichshafen - Olympiakos - Hapoël Mateh Asher - Daytona - Treviso - PCSK Riga - 80 Pétange - Dnestr Parcani | - Askim - Nesselande - Mostostal Azoty - Espinho - Ústí nad Labem - Elcond Zalău - Belogor'e-Dinamo - La Fiorita Montegiardino | - Vojvodina - VKP Bratislava - Fužinar - Almería - Näfels - Netaş - Dorozhnyk Odessa - Nyíregyházi |

## Torneo

### Primo turno

#### Andata
| 10 ottobre 1998 ?, ? Durata: ? - Spettatori: ? | 80 Pétange         | 0 - 3 | La Fiorita Montegiardino | 11-15, 8-15, 9-15                 |
| 10 ottobre 1998 ?, ? Durata: ? - Spettatori: ? | Näfels             | 0 - 3 | Espinho                  | 11-15, 14-16, 6-15                |
| 17 ottobre 1998 ?, ? Durata: ? - Spettatori: ? | PCSK Riga          | 0 - 3 | Holte IF                 | 13-15, 10-15, 9-15                |
| 9 ottobre 1998 ?, ? Durata: ? - Spettatori: ?  | Askim              | 0 - 3 | Ústí nad Labem           | 2-15, 3-15, 12-15                 |
| 17 ottobre 1998 ?, ? Durata: ? - Spettatori: ? | Dnestr Parcani     | 0 - 3 | Nyíregyházi              | 7-15, 8-15, 1-15                  |
| 16 ottobre 1998 ?, ? Durata: ? - Spettatori: ? | Hapoël Mateh Asher | 3 - 0 | Erzeni                   | 15-3, 15-4, 15-6                  |
| 17 ottobre 1998 ?, ? Durata: ? - Spettatori: ? | Sinpos             | 0 - 3 | Elcond Zalău             | 2-15, 7-15, 7-15                  |
| 16 ottobre 1998 ?, ? Durata: ? - Spettatori: ? | Dorozhnyk Odessa   | 3 - 2 | Fužinar                  | 15-13, 12-15, 11-15, 15-10, 16-14 |

#### Ritorno
| 17 ottobre 1998 ?, ? Durata: ? - Spettatori: ? | La Fiorita Montegiardino | 3 - 0 | 80 Pétange         | 15-5, 15-7, 15-7         |
| 17 ottobre 1998 ?, ? Durata: ? - Spettatori: ? | Espinho                  | 3 - 0 | Näfels             | 15-9, 15-12, 15-9        |
| 17 ottobre 1998 ?, ? Durata: ? - Spettatori: ? | Holte IF                 | 1 - 3 | PCSK Riga          | 13-15, 15-3, 13-15, 3-15 |
| 10 ottobre 1998 ?, ? Durata: ? - Spettatori: ? | Ústí nad Labem           | 3 - 0 | Askim              | 15-10, 15-9, 15-8        |
| 18 ottobre 1998 ?, ? Durata: ? - Spettatori: ? | Nyíregyházi              | 3 - 0 | Dnestr Parcani     | 15-5, 15-4, 15-1         |
| 18 ottobre 1998 ?, ? Durata: ? - Spettatori: ? | Erzeni                   | 0 - 3 | Hapoël Mateh Asher | 3-15, 5-15, 3-15         |
| 18 ottobre 1998 ?, ? Durata: ? - Spettatori: ? | Elcond Zalău             | 3 - 0 | Sinpos             | 15-3, 15-8, 15-11        |
| 17 ottobre 1998 ?, ? Durata: ? - Spettatori: ? | Fužinar                  | 3 - 1 | Dorozhnyk Odessa   | 7-15, 15-10, 15-9, 15-4  |

#### Squadre qualificate
- Holte IF
- Hapoël Mateh Asher
- Espinho
- Ústí nad Labem
- Elcond Zalău
- La Fiorita Montegiardino
- Fužinar
- Nyíregyházi

### Secondo turno

#### Andata
| 12 dicembre 1998 ?, ? Durata: ? - Spettatori: ? | Nesselande         | 3 - 0 | La Fiorita Montegiardino | 15-8, 15-7, 15-1               |
| 6 dicembre 1998 ?, ? Durata: ? - Spettatori: ?  | Espinho            | 3 - 0 | Görz 33                  | 15-13, 15-4, 15-12             |
| 5 dicembre 1998 ?, ? Durata: ? - Spettatori: ?  | Mostostal Azoty    | 3 - 0 | Holte IF                 | 15-8, 15-6, 15-5               |
| 5 dicembre 1998 ?, ? Durata: ? - Spettatori: ?  | Ústí nad Labem     | 3 - 0 | Kuopion PS               | 15-11, 15-6, 15-8              |
| 12 dicembre 1998 ?, ? Durata: ? - Spettatori: ? | Vojvodina          | 3 - 0 | Nyíregyházi              | 15-6, 15-7, 15-6               |
| 11 dicembre 1998 ?, ? Durata: ? - Spettatori: ? | Hapoël Mateh Asher | 0 - 3 | VKP Bratislava           | 11-15, 8-15, 8-15              |
| 3 dicembre 1998 ?, ? Durata: ? - Spettatori: ?  | Elcond Zalău       | 0 - 3 | Treviso                  | 7-15, 14-16, 3-15              |
| 5 dicembre 1998 ?, ? Durata: ? - Spettatori: ?  | Fužinar            | 3 - 2 | Friedrichshafen          | 15-12, 5-15, 15-6, 7-15, 15-13 |

#### Ritorno
| 13 dicembre 1998 ?, ? Durata: ? - Spettatori: ? | La Fiorita Montegiardino | 2 - 3 | Nesselande         | 10-15, 15-13, 15-11, 7-15, 11-15 |
| 12 dicembre 1998 ?, ? Durata: ? - Spettatori: ? | Görz 33                  | 3 - 1 | Espinho            | 15-8, 15-11, 8-15, 15-11         |
| 13 dicembre 1998 ?, ? Durata: ? - Spettatori: ? | Holte IF                 | 1 - 3 | Mostostal Azoty    | 15-13, 6-15, 10-15, 7-15         |
| 13 dicembre 1998 ?, ? Durata: ? - Spettatori: ? | Kuopion PS               | 1 - 3 | Ústí nad Labem     | 15-10, 13-15, 9-15, 12-15        |
| 13 dicembre 1998 ?, ? Durata: ? - Spettatori: ? | Nyíregyházi              | 0 - 3 | Vojvodina          | 8-15, 6-15, 6-15                 |
| 13 dicembre 1998 ?, ? Durata: ? - Spettatori: ? | VKP Bratislava           | 3 - 0 | Hapoël Mateh Asher | 15-6, 15-8, 15-8                 |
| 4 dicembre 1998 ?, ? Durata: ? - Spettatori: ?  | Treviso                  | 3 - 1 | Elcond Zalău       | 15-3, 15-2, 11-15, 15-8          |
| 12 dicembre 1998 ?, ? Durata: ? - Spettatori: ? | Friedrichshafen          | 3 - 1 | Fužinar            | 15-10, 14-16, 15-9, 15-7         |

#### Squadre qualificate
- Friedrichshafen
- Treviso
- Nesselande
- Mostostal Azoty
- Espinho
- Ústí nad Labem
- VKP Bratislava
- Vojvodina

### Fase a gironi
| Girone A        | Girone B         |
| --------------- | ---------------- |
| Maaseik         | HAOK Mladost     |
| Paris           | Treviso          |
| Friedrichshafen | Ústí nad Labem   |
| Olympiakos      | Belogor'e-Dinamo |
| Panini          | Vojvodina        |
| Nesselande      | VKP Bratislava   |
| Mostostal Azoty | Almería          |
| Espinho         | Netaş            |

#### Girone A

##### Risultati
| 12 gennaio 1999 ?, ? Durata: ? - Spettatori: ?  | Espinho         | 2 - 3 | Panini          | 19-25, 25-21, 23-25, 27-25, 13-15 |
| 13 gennaio 1999 ?, ? Durata: ? - Spettatori: ?  | Nesselande      | 0 - 3 | Maaseik         | 16-25, 19-25, 15-25               |
| 13 gennaio 1999 ?, ? Durata: ? - Spettatori: ?  | Friedrichshafen | 3 - 0 | Olympiakos      | 25-22, 25-19, 27-25               |
| 13 gennaio 1999 ?, ? Durata: ? - Spettatori: ?  | Mostostal Azoty | 3 - 0 | Paris           | 25-20, 25-19, 25-21               |
| 20 gennaio 1999 ?, ? Durata: ? - Spettatori: ?  | Panini          | 3 - 0 | Paris           | 25-21, 25-17, 25-22               |
| 21 gennaio 1999 ?, ? Durata: ? - Spettatori: ?  | Olympiakos      | 3 - 0 | Mostostal Azoty | 25-18, 28-26, 25-22               |
| 20 gennaio 1999 ?, ? Durata: ? - Spettatori: ?  | Maaseik         | 3 - 1 | Friedrichshafen | 25-19, 22-25, 25-23, 25-18        |
| 21 gennaio 1999 ?, ? Durata: ? - Spettatori: ?  | Espinho         | 3 - 1 | Nesselande      | 22-25, 25-16, 25-18, 25-15        |
| 27 gennaio 1999 ?, ? Durata: ? - Spettatori: ?  | Nesselande      | 1 - 3 | Panini          | 23-25, 25-22, 20-25, 18-25        |
| 27 gennaio 1999 ?, ? Durata: ? - Spettatori: ?  | Friedrichshafen | 3 - 0 | Espinho         | 25-16, 25-20, 25-14               |
| 27 gennaio 1999 ?, ? Durata: ? - Spettatori: ?  | Mostostal Azoty | 0 - 3 | Maaseik         | 20-25, 18-25, 14-25               |
| 27 gennaio 1999 ?, ? Durata: ? - Spettatori: ?  | Paris           | 3 - 1 | Olympiakos      | 27-29, 25-16, 25-15, 25-16        |
| 2 febbraio 1999 ?, ? Durata: ? - Spettatori: ?  | Panini          | 0 - 3 | Olympiakos      | 27-29, 21-25, 21-25               |
| 3 febbraio 1999 ?, ? Durata: ? - Spettatori: ?  | Maaseik         | 3 - 1 | Paris           | 25-27, 25-17, 25-18, 25-23        |
| 3 febbraio 1999 ?, ? Durata: ? - Spettatori: ?  | Espinho         | 3 - 1 | Mostostal Azoty | 25-14, 25-20, 19-25, 25-20        |
| 2 febbraio 1999 ?, ? Durata: ? - Spettatori: ?  | Nesselande      | 1 - 3 | Friedrichshafen | 22-25, 25-22, 18-25, 22-25        |
| 10 febbraio 1999 ?, ? Durata: ? - Spettatori: ? | Friedrichshafen | 3 - 1 | Panini          | 25-23, 21-25, 25-21, 25-19        |
| 10 febbraio 1999 ?, ? Durata: ? - Spettatori: ? | Mostostal Azoty | 2 - 3 | Nesselande      | 25-16, 28-26, 23-25, 26-28, 9-15  |
| 10 febbraio 1999 ?, ? Durata: ? - Spettatori: ? | Paris           | 3 - 0 | Espinho         | 25-22, 27-25, 25-21               |
| 10 febbraio 1999 ?, ? Durata: ? - Spettatori: ? | Olympiakos      | 1 - 3 | Maaseik         | 20-25, 22-25, 25-18, 20-25        |
| 16 febbraio 1999 ?, ? Durata: ? - Spettatori: ? | Panini          | 3 - 0 | Maaseik         | 25-21, 25-16, 25-21               |
| 18 febbraio 1999 ?, ? Durata: ? - Spettatori: ? | Espinho         | 3 - 1 | Olympiakos      | 25-21, 25-18, 25-23               |
| 16 febbraio 1999 ?, ? Durata: ? - Spettatori: ? | Nesselande      | 2 - 3 | Paris           | 26-24, 18-25, 25-19, 20-25, 13-15 |
| 17 febbraio 1999 ?, ? Durata: ? - Spettatori: ? | Friedrichshafen | 3 - 0 | Mostostal Azoty | 25-23, 25-21, 32-30               |
| 24 febbraio 1999 ?, ? Durata: ? - Spettatori: ? | Mostostal Azoty | 1 - 3 | Panini          | 20-25, 22-25, 25-17               |
| 24 febbraio 1999 ?, ? Durata: ? - Spettatori: ? | Paris           | 3 - 0 | Friedrichshafen | 25-16, 25-18, 25-19               |
| 24 febbraio 1999 ?, ? Durata: ? - Spettatori: ? | Olympiakos      | 3 - 1 | Nesselande      | 25-23, 25-18, 19-25, 25-17        |
| 24 febbraio 1999 ?, ? Durata: ? - Spettatori: ? | Maaseik         | 3 - 0 | Espinho         | 25-17, 25-21, 25-22               |

##### Classifica
| Pos | Squadra         | Pt | G | V | P | SV | SP | Ratio | PF  | PS  | Ratio |
| --- | --------------- | -- | - | - | - | -- | -- | ----- | --- | --- | ----- |
| 1   | Maaseik         | 13 | 7 | 6 | 1 | 18 | 6  | 3     | 573 | 494 | 1,16  |
| 2   | Friedrichshafen | 12 | 7 | 5 | 2 | 16 | 8  | 2     | 565 | 537 | 1,052 |
| 3   | Panini          | 12 | 7 | 5 | 2 | 15 | 10 | 1,5   | 590 | 555 | 1,063 |
| 4   | Paris           | 11 | 7 | 4 | 3 | 13 | 12 | 1,083 | 567 | 549 | 1,033 |
| 5   | Olympiakos      | 10 | 7 | 3 | 4 | 11 | 13 | 0,846 | 542 | 565 | 0,959 |
| 6   | Espinho         | 10 | 7 | 3 | 4 | 11 | 14 | 0,786 | 551 | 553 | 0,996 |
| 7   | Nesselande      | 8  | 7 | 1 | 6 | 9  | 20 | 0,45  | 592 | 679 | 0,872 |
| 8   | Mostostal Azoty | 8  | 7 | 1 | 6 | 7  | 17 | 0,412 | 526 | 574 | 0,916 |

#### Girone B

##### Risultati
| 13 gennaio 1999 ?, ? Durata: ? - Spettatori: ?  | VKP Bratislava   | 1 - 3 | Belogor'e-Dinamo | 26-28, 25-21, 19-25, 13-25               |
| 13 gennaio 1999 ?, ? Durata: ? - Spettatori: ?  | Vojvodina        | 3 - 1 | Almería          | 20-25, 25-23, 25-23, 25-23               |
| 14 gennaio 1999 ?, ? Durata: ? - Spettatori: ?  | Ústí nad Labem   | 3 - 1 | HAOK Mladost     | 25-23, 23-25, 25-21, 25-21               |
| 13 gennaio 1999 ?, ? Durata: ? - Spettatori: ?  | Treviso          | 3 - 0 | Netaş            | 25-12, 25-14, 25-20                      |
| 21 gennaio 1999 ?, ? Durata: ? - Spettatori: ?  | Belogor'e-Dinamo | 3 - 0 | Netaş            | 25-16, 25-20, 25-20                      |
| 20 gennaio 1999 ?, ? Durata: ? - Spettatori: ?  | HAOK Mladost     | 1 - 3 | Treviso          | 17-25, 25-22, 21-25, 18-25               |
| 20 gennaio 1999 ?, ? Durata: ? - Spettatori: ?  | Almería          | 3 - 0 | Ústí nad Labem   | 25-17, 25-22, 25-18                      |
| 20 gennaio 1999 ?, ? Durata: ? - Spettatori: ?  | VKP Bratislava   | 3 - 2 | Vojvodina        | 22-25, 25-18, 19-25, 25-16, 20-18        |
| 27 gennaio 1999 ?, ? Durata: ? - Spettatori: ?  | Vojvodina        | 2 - 3 | Belogor'e-Dinamo | 25-22, 21-25, 21-25, 25-20, 12-25, 18-25 |
| 27 gennaio 1999 ?, ? Durata: ? - Spettatori: ?  | Ústí nad Labem   | 3 - 0 | VKP Bratislava   | 25-13, 25-16, 27-25                      |
| 27 gennaio 1999 ?, ? Durata: ? - Spettatori: ?  | Treviso          | 3 - 1 | Almería          | 25-17, 22-25, 25-17, 25-22               |
| 27 gennaio 1999 ?, ? Durata: ? - Spettatori: ?  | Netaş            | 3 - 2 | HAOK Mladost     | 23-25, 25-21, 25-21, 24-26, 16-14        |
| 3 febbraio 1999 ?, ? Durata: ? - Spettatori: ?  | Belogor'e-Dinamo | 3 - 0 | HAOK Mladost     | 25-19, 25-21, 25-22                      |
| 3 febbraio 1999 ?, ? Durata: ? - Spettatori: ?  | Almería          | 0 - 3 | Netaş            | 23-25, 19-25, 24-26                      |
| 3 febbraio 1999 ?, ? Durata: ? - Spettatori: ?  | VKP Bratislava   | 1 - 3 | Treviso          | 20-25, 26-24, 16-25, 23-25               |
| 3 febbraio 1999 ?, ? Durata: ? - Spettatori: ?  | Vojvodina        | 3 - 1 | Ústí nad Labem   | 25-19, 27-25, 20-25, 25-16               |
| 11 febbraio 1999 ?, ? Durata: ? - Spettatori: ? | Ústí nad Labem   | 2 - 3 | Belogor'e-Dinamo | 25-22, 25-14, 24-26, 23-25, 12-15        |
| 10 febbraio 1999 ?, ? Durata: ? - Spettatori: ? | Treviso          | 3 - 0 | Vojvodina        | 25-19, 25-19, 25-20                      |
| 10 febbraio 1999 ?, ? Durata: ? - Spettatori: ? | Netaş            | 3 - 0 | VKP Bratislava   | 25-19, 25-19, 28-18                      |
| 9 febbraio 1999 ?, ? Durata: ? - Spettatori: ?  | HAOK Mladost     | 2 - 3 | Almería          | 25-18, 23-25, 25-20, 21-25, 19-21        |
| 17 febbraio 1999 ?, ? Durata: ? - Spettatori: ? | Belogor'e-Dinamo | 3 - 2 | Almería          | 25-20, 25-23, 20-25, 21-25, 15-9         |
| 17 febbraio 1999 ?, ? Durata: ? - Spettatori: ? | VKP Bratislava   | 3 - 1 | HAOK Mladost     | 23-25, 25-16, 25-22, 25-22               |
| 17 febbraio 1999 ?, ? Durata: ? - Spettatori: ? | Vojvodina        | 0 - 3 | Netaş            | 27-29, 19-25, 22-25                      |
| 16 febbraio 1999 ?, ? Durata: ? - Spettatori: ? | Ústí nad Labem   | 3 - 0 | Treviso          | 25-13, 25-22, 25-23                      |
| 24 febbraio 1999 ?, ? Durata: ? - Spettatori: ? | Treviso          | 3 - 0 | Belogor'e-Dinamo | 25-16, 25-22, 25-21                      |
| 24 febbraio 1999 ?, ? Durata: ? - Spettatori: ? | Netaş            | 3 - 0 | Ústí nad Labem   | 25-22, 25-18, 30-28                      |
| 24 febbraio 1999 ?, ? Durata: ? - Spettatori: ? | HAOK Mladost     | 3 - 2 | Vojvodina        | 20-25, 25-19, 18-25, 25-18, 19-17        |
| 24 febbraio 1999 ?, ? Durata: ? - Spettatori: ? | Almería          | 3 - 2 | VKP Bratislava   | 25-20, 25-27, 26-28, 25-22, 15-11        |

##### Classifica
| Pos | Squadra          | Pt | G | V | P | SV | SP | Ratio | PF  | PS  | Ratio |
| --- | ---------------- | -- | - | - | - | -- | -- | ----- | --- | --- | ----- |
| 1   | Treviso          | 13 | 7 | 6 | 1 | 18 | 6  | 3     | 576 | 485 | 1,188 |
| 2   | Belogor'e-Dinamo | 13 | 7 | 6 | 1 | 18 | 10 | 1,8   | 623 | 591 | 1,054 |
| 3   | Netaş            | 12 | 7 | 5 | 2 | 15 | 8  | 1,875 | 525 | 515 | 1,019 |
| 4   | Ústí nad Labem   | 10 | 7 | 3 | 4 | 12 | 13 | 0,923 | 569 | 556 | 1,023 |
| 5   | Almería          | 10 | 7 | 3 | 4 | 13 | 16 | 0,813 | 643 | 652 | 0,986 |
| 6   | Vojvodina        | 9  | 7 | 2 | 5 | 12 | 17 | 0,706 | 628 | 658 | 0,954 |
| 7   | VKP Bratislava   | 9  | 7 | 2 | 5 | 10 | 18 | 0,556 | 595 | 653 | 0,911 |
| 8   | HAOK Mladost     | 8  | 7 | 1 | 6 | 10 | 20 | 0,5   | 645 | 694 | 0,929 |

### Final Four
|  | Semifinali       | Semifinali       | Semifinali |         |         | Finale             | Finale             | Finale             |  |
|  |                  |                  |            |         |         |                    |                    |                    |  |
|  | Treviso          | Treviso          | 3          |         |         |                    |                    |                    |  |
|  | Treviso          | Treviso          | 3          |         |         |                    |                    |                    |  |
|  | Friedrichshafen  | Friedrichshafen  | 1          |         |         |                    |                    |                    |  |
|  | Friedrichshafen  | Friedrichshafen  | 1          |         | Treviso | Treviso            | 3                  |                    |  |
|  |                  |                  |            |         | Treviso | Treviso            | 3                  |                    |  |
|  |                  |                  | Maaseik    | Maaseik | 0       |                    |                    |                    |  |
|  | Maaseik          | Maaseik          | Maaseik    | Maaseik | 0       | 3                  |                    |                    |  |
|  | Maaseik          | Maaseik          |            |         |         | 3                  |                    |                    |  |
|  | Belogor'e-Dinamo | Belogor'e-Dinamo | 2          |         |         | Finale terzo posto | Finale terzo posto | Finale terzo posto |  |
|  | Belogor'e-Dinamo | Belogor'e-Dinamo | 2          |         |         |                    |                    |                    |  |
|  |                  |                  |            |         |         |                    |                    |                    |  |
|  |                  |                  |            |         |         | Friedrichshafen    | Friedrichshafen    | 3                  |  |
|  |                  |                  |            |         |         | Friedrichshafen    | Friedrichshafen    | 3                  |  |
|  |                  |                  |            |         |         | Belogor'e-Dinamo   | Belogor'e-Dinamo   | 1                  |  |

#### Semifinali
| 13 marzo 1999 ?, ? Durata: ? - Spettatori: ? | Treviso | 3 - 1 | Friedrichshafen  | 23-25, 26-24, 25-19, 25-19        |
| 13 marzo 1999 ?, ? Durata: ? - Spettatori: ? | Maaseik | 3 - 2 | Belogor'e-Dinamo | 20-25, 22-25, 30-28, 25-20, 17-15 |

#### Finale 3º posto
| 14 marzo 1999 ?, ? Durata: ? - Spettatori: ? | Friedrichshafen | 3 - 1 | Belogor'e-Dinamo | 25-21, 25-19, 17-25, 26-24 |

#### Finale
| 14 marzo 1999 ?, Almería Durata: ? - Spettatori: ? | Treviso | 3 - 0 | Maaseik | 25-19, 25-21, 25-20 |